# Tõnis Kint
Tõnis Kint (do 14. dubna 1939 Tõnis Kind; 17. srpna 1896 – 5. ledna 1991) byl estonský politik. Byl místopředsedou estonské exilové vlády v letech 1964–1970 a předsedou exilové vlády s pravomocí prezidenta Estonské republiky v letech 1970–1990.